# Ariadna Sergejewna Efron

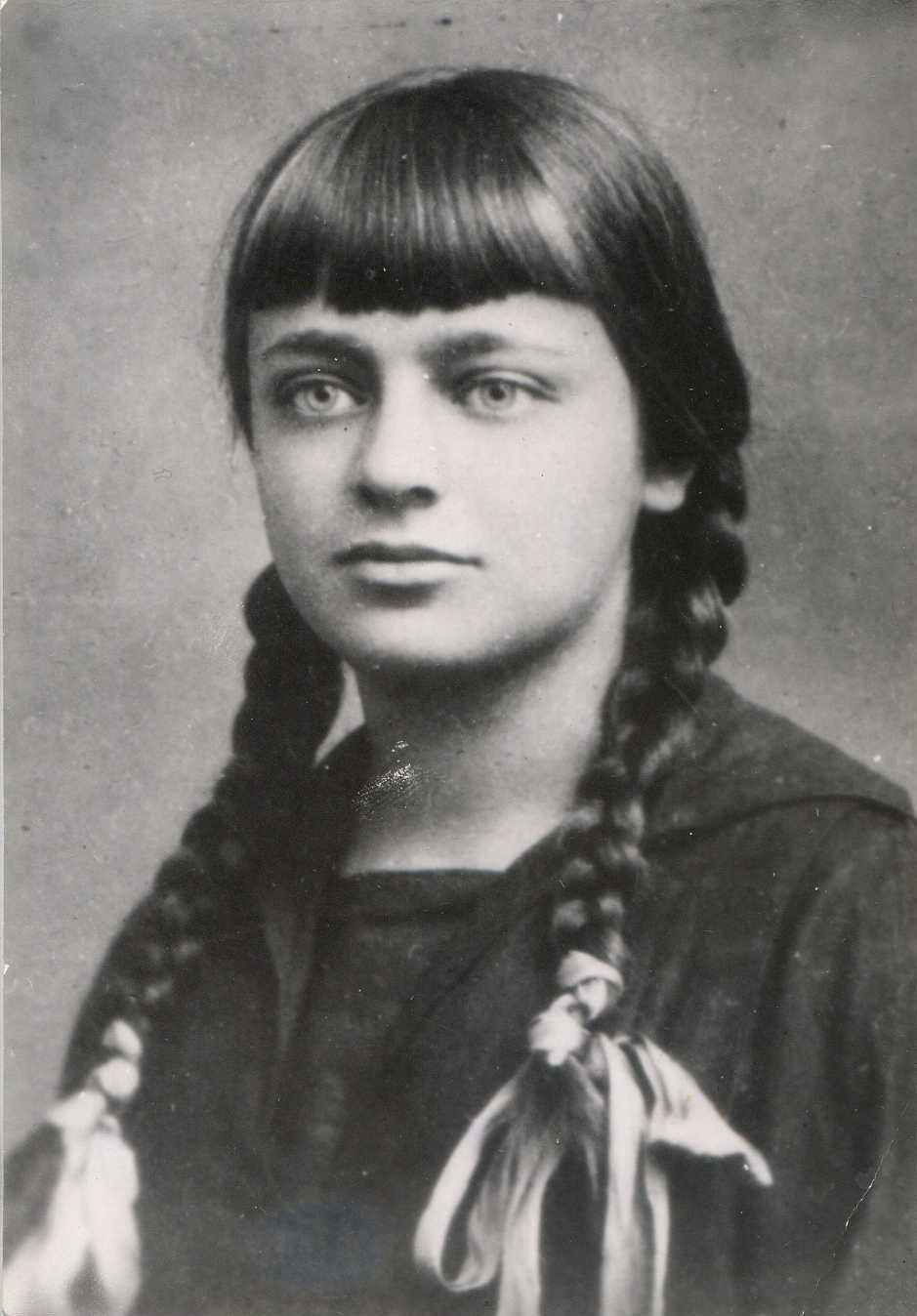
Ariadna Sergejewna Efron (1926)

Ariadna Sergejewna Efron (russisch Ариадна Сергеевна Эфрон; * 18. September 1912 in Moskau; † 26. Juli 1975 in Tarussa) war eine russische Übersetzerin und Malerin.
Sie war eine Tochter von Marina Zwetajewa und Sergei Efron. Wegen angeblicher Spionage für den französischen Geheimdienst verbrachte sie ab 1939 über ein Jahrzehnt in Haft und Verbannung.

## Werke
- Briefe an Pasternak. Aus der Verbannung 1948–1957. Aus dem Russischen und mit einem Vorwort von Wolfgang Kasack, Insel Verlag, Frankfurt am Main 1986, ISBN 3-458-14327-0.